# Klugea filiformis
Klugea filiformis är en rundmaskart som först beskrevs av Allgen 1929. Enligt Catalogue of Life ingår Klugea filiformis i släktet Klugea och familjen Phanodermatidae, men enligt Dyntaxa är tillhörigheten istället släktet Klugea och familjen Phanerodermatidae. Arten är reproducerande i Sverige. Inga underarter finns listade i Catalogue of Life.